# IC 3808
IC 3808 ist eine Balken-Spiralgalaxie mit aktivem Galaxienkern vom Hubble-Typ SBc im Sternbild Jagdhunde am Nordsternhimmel. Sie ist schätzungsweise 221 Millionen Lichtjahre von der Milchstraße entfernt und hat einen Durchmesser von etwa 45.000 Lichtjahren.

Im selben Himmelsareal befinden sich u. a. die Galaxien IC 3758, IC 3778, IC 3783, IC 3795.
Das Objekt wurde am 21. März 1903 von Max Wolf entdeckt.